# Пуринергічна передача сигналів

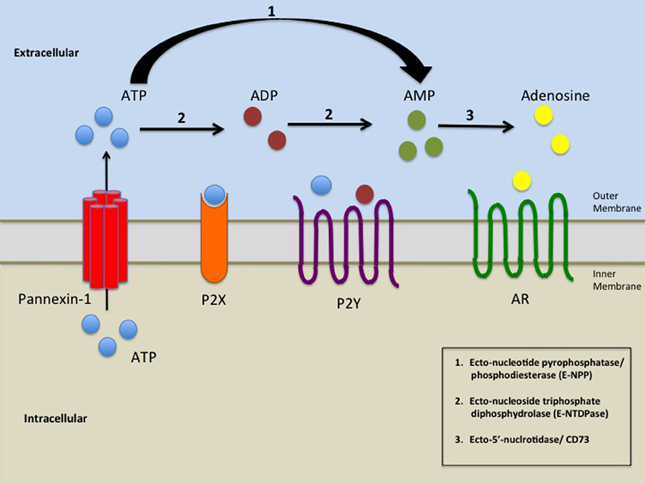
Схема позаклітинного пуринергічного сигналінгу

Пуринергічна передача сигналів — це форма позаклітинної передачі сигналів, яка опосередкована пуриновими нуклеотидами та нуклеозидами, такими як аденозин і АТФ. Вона передбачає активацію пуринергічних рецепторів у клітині та опосередковану ними регуляцію клітинних функцій. 
Пуринергічний сигнальний комплекс клітини іноді називають "пуриномом" (англ - "purinome"). 

## Історія

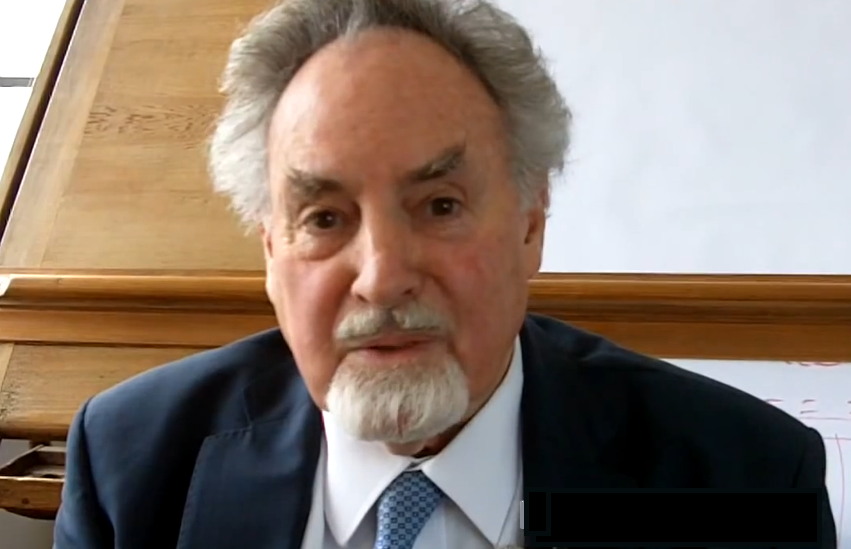
Професор Джеффрі Бернсток

Найперші повідомлення про пуринергічну передачу сигналів датуються 1929 роком, коли угорський фізіолог Альберт Сент-Дьєрдьі (Albert Szent-Györgyi) помітив, що очищені аденінові сполуки при введенні тваринам призводять до тимчасового зниження частоти серцевих скорочень.  
У 1960-х роках класичний погляд на автономний контроль гладкої мускулатури базувався на принципі Дейла, який стверджував, що кожна нервова клітина може синтезувати, зберігати та вивільняти лише один нейромедіатор. Тому було прийнято, що симпатичний нейрон вивільняє тільки норадреналін, тоді як антагоністичний парасимпатичний нейрон вивільняє лише ацетилхолін. І хоча концепція котрансмісії поступово набула визнання в 1980-х роках, переконання, що один нейрон діє через один тип нейромедіатора, продовжувало домінувати в галузі нейротрансмісії протягом 1970-х років. 
Ввів термін пуринергічної передачі сигналів у 1972 році Джеффрі Бернсток, який припустив існування неадренергічного, нехолінергічного (NANC) нейромедіатора, який він визначив як АТФ після спостереження клітинних реакцій у ряді систем, які піддаються впливу холінергічних і адреноблокатори, розпаливши цим суперечки на десятиліття.    
Пропозиція Бернстока була зустріта критикою, оскільки АТФ є поширеним внутрішньоклітинним джерелом молекулярної енергії , тому здавалося нелогічним, що клітини також можуть активно вивільняти цю життєво важливу молекулу як нейромедіатор. Однак після років тривалого скептицизму концепція пуринергічної передачі сигналів була поступово прийнята науковою спільнотою. 
Сьогодні пуринергічна передача сигналів більше не вважається обмеженою нейропередачею, а розглядається як загальна система міжклітинного зв’язку багатьох, якщо не всіх, тканин. 

## Еволюційне походження

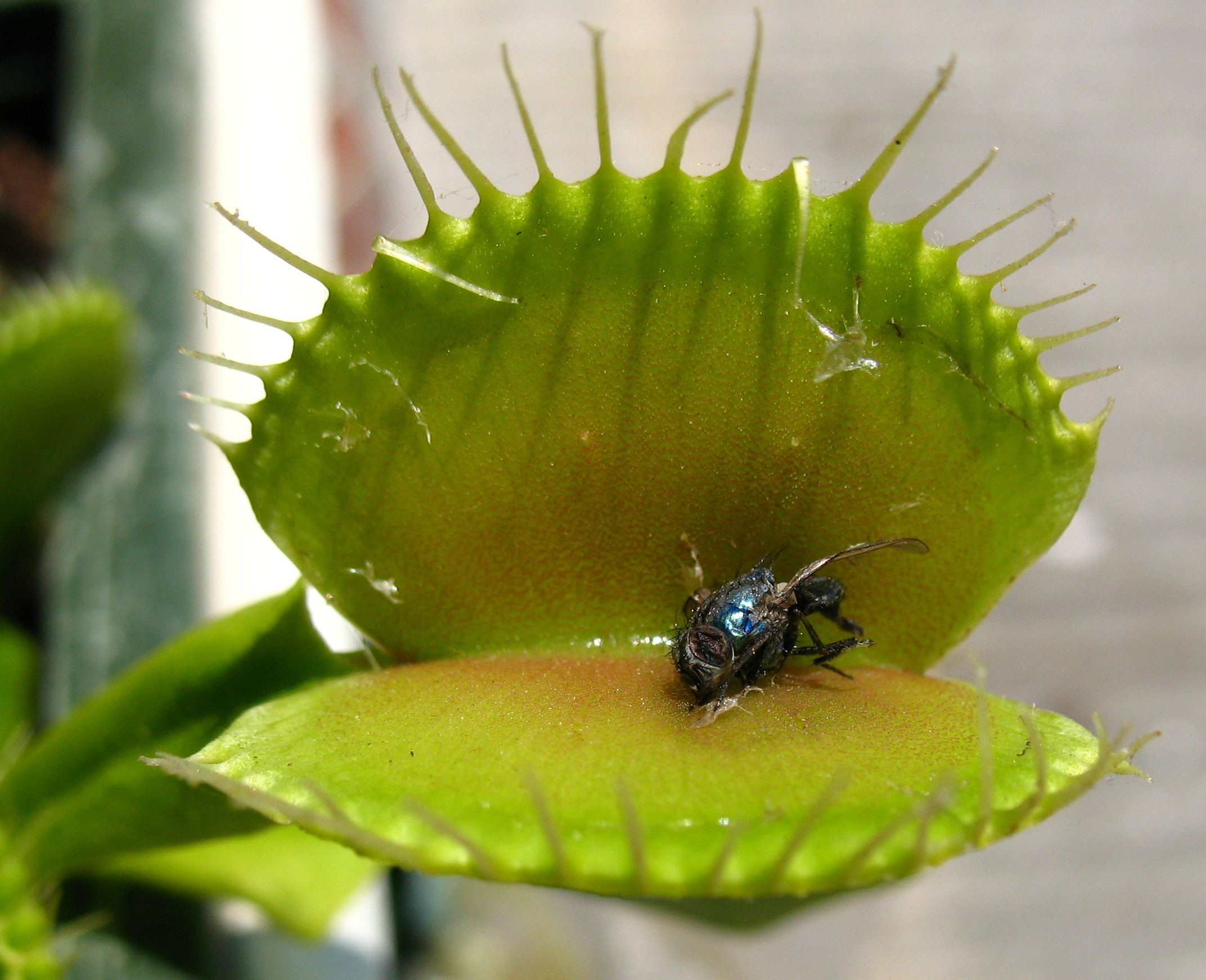
Екзогенно застосований АТФ стимулює закриття Венериної мухоловки

Пуринергічні рецептори, представлені декількома родинами, є одними з найпоширеніших рецепторів у живих організмах і з’явилися ще на ранніх етапах еволюції. 
Серед безхребетних пуринергічна сигнальна система виявлена у бактерій, амеб, інфузорій, водоростей, грибів, анемонів, гребневиків, платигельмінтів, нематод, ракоподібних, молюсків, кільчастих черв’яків, голкошкірих та комах.  У зелених рослинах позаклітинний АТФ та інші нуклеотиди індукують збільшення концентрації іонів кальцію в цитозолі та інших змін, що впливають на ріст рослин і модулюють відповіді на подразники.  Перший пуринергічний рецептор у рослин - DORN1 - було відкрито у 2014 році. 
Примітивні рецептори P2X одноклітинних організмів часто мають низьку подібність послідовностей з рецепторами ссавців, але все ж чутливі до мікромолярних концентрцій АТФ. Вважається, що еволюція цього класу рецепторів відбулася понад мільярд років тому. 

## Молекулярні механізми
Загалом усі клітини мають здатність вивільняти нуклеотиди. У нейронах і нейроендокринних клітинах це відбувається переважно через регульований екзоцитоз.  Вивільнені нуклеотиди можуть бути гідролізовані позаклітинно різними ферментами, розташованими на поверхні клітини, які називаються ектонуклеотидазами. В цілому до пуринергічної сигнальної системи входять транспортери, ферменти і рецептори, які відповідають за синтез, вивільнення, дію та позаклітинну інактивацію АТФ (головним чином) і продукту його позаклітинного розпаду аденозину.  Порівнянні із АТФ сигнальні ефекти спостерігаються також при дії уридинтрифосфату (UTP) і уридиндифосфату (UDP). 

### Пуринергічні рецептори

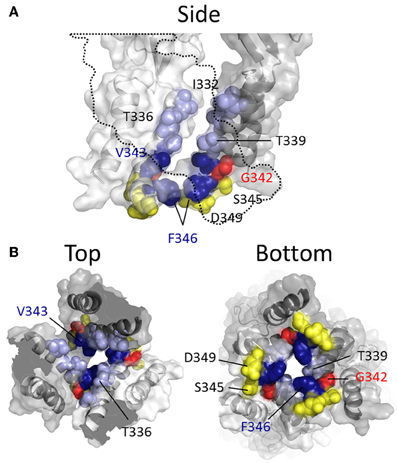
Моделювання гомології рецептора P2RX2 у відкритому стані

Пуринові рецептори — це клас мембранних рецепторів, які у відповідь на зв'язування АТФ чи аденозину опосередковують різні фізіологічні функції, такі як розслаблення гладких м’язів кишечника. Відомо три основні класи пуринергічних рецепторів: рецептори P1, P2X і P2Y. Процеси клітинної сигналізації, ініційовані рецепторами P1 і P2Y, мають протилежні ефекти в біологічних системах. 
| Назва         | Активатор                                        | Клас                          |
| Р1 рецептори  | Аденозин                                         | G-білок-спряжені рецептори    |
| P2Y рецептори | Нуклеотиди - АТФ - ADP - UTP - UDP - УДФ-глюкоза | G-білок-спряжені рецептори    |
| Р2Х рецептори | АТФ                                              | Ліганд-керований іонний канал |

Окремі мембранні рецептори для аденозину (Р1) та для АТФ (Р2) були виявлені у 1978-му році і, пізніше, Р2-рецептори були поділені на йонотропні P2X та метаботропні P2Y на підставі механізму дії та фармакології.
Р1 рецепторів є чотири типи A1, A2A, A2B і A3, і всі вони є G-білок пов’язані. А1 і А3 пов’язані із Gi/o родиною G-білків, що інгібують продукцію цАМФ, тоді як А2А і А2В пов'язані із Gs родиною G-білків та стимулюють утворення цАМФ. Було виявлено і інші комбінації G-білків залежно від типу клітин, а також показано, що аденозинові рецептори можуть активувати як мінімум одну підродину мітоген-активованої протеїн-кінази.
- А1 рецептор регулює поверхневу експресію NMDA рецепторів через Src-кіназозалежний шлях. [20]
- А2А рецептор поширений у базальних гангліях та кровоносних судинах, і є однією з основних мішеней дії кофеїну. [21] [22]
- А2В рецептор взаємодіє із нетрином-1, який залучений до процесу подовження аксонів. [23]
- А3 рецептор здатен інгібувати проліферацію людських меланомних клітин. [24]

P2X рецептори є класичними катіонними ліганд-керованими каналами, які відкриваються при зв’язуванні АТФ і пропускають Na+, K+ та Ca2+. P2X рецептори є тримерами, утвореними з окремих субодиниць, кодованих сімома генами, означеними від P2X1 до P2X7. Різноманітність P2X рецепторів зумовлена різними поєднанням окремих субодиниць. Частка проникності до Са відносно проникності до моновалентних катіонів варіює залежно від комбінації субодиниць від 1 до більше ніж 5 чи 10. Нативні АТФ-індуковані струми Са у деяких нейронах, зокрема в нейронах медіальної габенули та соматосенсорної кори, характеризуються винятково високою проникністю Са і це співвідношення має значення 10-12, що співставно з проникністю NMDA рецепторів. Як результат, P2X рецептори можуть забезпечувати важливий шлях для вхідного Са струму у постсинаптичній щільності тоді, коли NMDA рецептори недоступні внаслідок магнієвого блокування. 
P2Y рецептори мають 7 трансмембранних доменів, тобто топологію подібну до інших G-білок-пов’язаних рецепторів. За філогенетичною спорідненістю, присутністю деяких амінокислот, важливих для зв’язування ліганда, та селективністю до G-білка виокремлюють дві групи P2Y рецепторів.
- Рецептори з першої підгрупи (P2Y1, Y2, Y4, Y6, та Y11) використовують Gq/G11 для активації фосфоліпази-С/інозитол-трифосфатного шляху ендоплазматичного ретикулуму з вивільнення Са.
- Рецептори другої групи(Y12, Y13 та Y14) використовують виключно Gi/o, який інгібує аденіліл циклазу та модулює йонні канали.

P2Y є поширеними у людських тканинах, і мають різні функції залежно від того, з яким G-білком вони спарені. Зокрема, P2Y рецептори можуть опосередковувати згортання крові  та імунну відповідь. 

### Транспортери нуклеозидів
Транспортери нуклеозидів (НТ) — це група мембранних транспортних білків, які транспортують нуклеозидні субстрати, включаючи аденозин, крізь мембрани клітин і везикул. НТ вважаються еволюційно давніми мембранними білками і знайдені у багатьої життєвих форм. Їх поділяють на два типи:
- Концентративні транспортери нуклеозидів (CNT): Na+-залежні симпортери
- Еквілібративні транспортери нуклеозидів (ENT): Na+-незалежні пасивні транспортери

Ці транспортери нуклеозидів можуть регулювати позаклітинну концентрацію аденозину, йомвірно, за рахунок петлі зворотного зв’язку, що з’єднує рецептор-опосередковану сигналізацію з функціонуванням транспортера. 

### Ектонуклеотидази
Вивільнені нуклеотиди можуть бути позаклітинно гідролізовані різними ферментами, розташованими на поверхні клітини, відомими як ектонуклеотидази. 
- Позаклітинні нуклеозидтрифосфати та дифосфати є субстратами ектонуклеозидтрифосфатдифосфогідролаз (англ - "E-NTPDases - ectonucleoside triphosphate diphosphohydrolases"), ектонуклеотидпірофосфатази/фосфодіестерази (англ - "E-NPPs - ectonucleotide pyrophosphatase/phosphodiesterases") і лужних фосфатаз (англ "APs - alkaline phosphatases").
- Позаклітинний АМФ гідролізується до аденозину екто-5'-нуклеотидазою (англ - "eN - ecto-5'-nucleotidase")та лужною фосфатазою. У будь-якому випадку кінцевим продуктом каскаду гідролізу є нуклеозид. [28] [29]

### Паннексини
Паннексин-1 (PANX1) є невід’ємним компонентом пуринергічного сигнального шляху P2X/P2Y і ключовим фактором патофізіологічного вивільнення АТФ.  Так, канал PANX1, разом із АТФ, пуринергічними рецепторами та ектонуклеотидазами, бере участь у кількох циклах зворотного зв’язку під час запального процесу. 

### Накопичення і вивільнення АТФ
АТФ та інші нуклеотиди накопичуються і зберігаються в синаптичних везикулах. Накопичення АТФ у синаптичних везикулах може бути опосередковане Cl-залежним нуклеотидним транспортером (VNUT), розпізнає АТФ, ГТФ і АДФ, та належить до родини аніонних транспортерів SLC17. АТФ-же, ймовірно, є присутнім у кожній синаптичній везикулі, хоч і у різних концентраціях, та може бути коекспресованим із іншими нейротрансмітерами, наприклад, із гамааміномасляною кислотою(ГАМК), норадреналіном та адреналіном. Але деякі синапси, зокрема, у медіальній габенулі та у кортексі, мають пули везикул лише з АТФ.
Наразі невідомо, чи різні нуклеотиди-агоністи, такі як АТФ, АДФ, УТФ і УДФ вивільняються за спільним механізмом чи по-різному. Принаймні для АТФ існують переконливі докази екзоцитозу у везикулах з нейронів, також останні дослідження говорять про везикулярний екзоцитоз і із астроцитів з потенційним залученням у цей процес лізосом. Є докази і інших шляхів вивільнення нуклеотидів, серед яких коннексинові чи паннексинові напівканали (hemichannels), АТФ-зв’язуючі касетні транспортери та плазмалемні потенціал-залежні аніонні канали.

## Фізіологічна роль

### Серцево-судинна система
У людському серці аденозин функціонує як аутокоїд та регулює скоротливість, коронарний кровотік та частоту серцевих скорочень. На сьогодні в серці виявлено чотири типи рецепторів аденозину.  Після зв'язування зі специфічним пуринергічним рецептором аденозин викликає негативний хронотропний ефект через вплив на кардіостимулятори . Він також викликає негативний дромотропний ефект через пригнічення AV-вузлової провідності.  Починаючи з 1980-х років ці ефекти аденозину використовувалися при лікуванні пацієнтів із суправентрикулярною тахікардією . 
Пуринергічними сигналами опосередковується регуляція судинного тонусу в ендотелії кровоносних судин. Знижена концентрація кисню призводить до вивільнення АТФ з еритроцитів, викликаючи в ендотеліальному шарі кровоносних судин поширення кальцієвої хвилі і подальшу продукцію оксиду азоту, який призводить до розширення судин.  
У процесі згортання крові аденозиндифосфат (АДФ) відіграє вирішальну роль в активації та рекрутуванні тромбоцитів, а також забезпечує структурну цілісність тромбів. Ці ефекти модулюються рецепторами P2RY1 і P2Y12 . Рецептор P2RY1 відповідає за зміну форми тромбоцитів, підвищення рівня внутрішньоклітинного кальцію та тимчасову агрегацію тромбоцитів, тоді як рецептор P2Y12 відповідає за стійку агрегацію тромбоцитів через інгібування аденілатциклази та відповідне зниження рівнів циклічного аденозинмонофосфату (цАМФ). Для стійкого гемостазу необхідна активація обох пуринергічних рецепторів.  

### Травна система
У печінці АТФ постійно вивільняється під час гомеостазу, і його сигналізація через Р2 рецептори впливає на секрецію жовчі, а також на метаболізм і регенеративні властивості печінки.  Рецептори P2Y в ентеричній нервовій системі та в нервово-м’язових з’єднаннях кишечника модулюють кишкову секрецію та моторику. 

### Ендокринна система
Клітини гіпофіза виділяють АТФ, який діє на пуринорецептори P2Y і P2X. 

### Імунна система

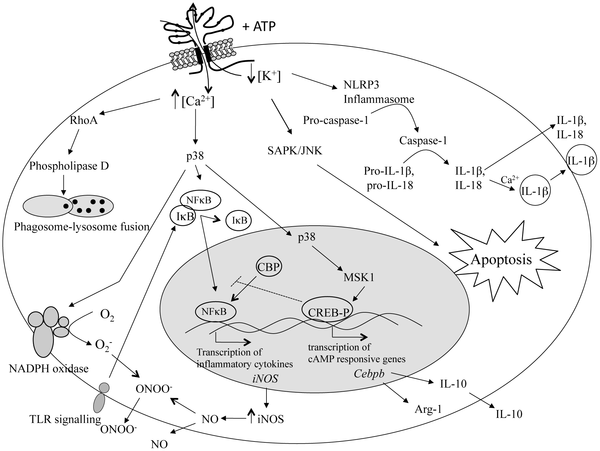
Як частина запальної відповіді, АТФ активує рецептор P2RX7, викликаючи падіння рівня внутрішньоклітинного калію та утворення інфламосом.

Аутокринна пуринергічна передача сигналів є важливою в активації лейкоцитів. Залежно від того, які пуринергічні рецептори залучені, ці механізми або посилюють, або пригнічують активацію клітин, дозволяючи їм регулювати свою функціональну відповідь, ініційовану позаклітинними сигналами. 
Як і більшість імуномодулюючих засобів, АТФ може діяти як імуносупресивний або імуностимулюючий фактор, залежно від мікрооточення цитокінів і типу клітинного рецептора.  У лейкоцитах, таких як макрофаги, дендритні клітини, лімфоцити, еозинофіли та тучні клітини, пуринергічна передача сигналів відіграє роль у мобілізації кальцію, полімеризації актину, вивільненні медіаторів, дозріванні клітин, цитотоксичності та апоптозі.  Значне збільшення концентрації позаклітинного АТФ внаслідок загибелі клітин служить «сигналом небезпеки» в запальних процесах. 
Залежно від мікрооточення, експресії рецепторів аденозину на нейтрофілах та спорідненості цих рецепторів до аденозину, тканинний аденозин може або активувати, або пригнічувати різні  функції цих нейтрофілів. Так, мікромолярні концентрації аденозину активують рецептори А2А і А2В, що перешкоджає вивільненню гранул і запобігає окислювальному вибуху. З іншого боку, наномолярні концентрації аденозину активують рецептори A1 і A3, що призводить до нейтрофільного хемотаксису до запальних стимулів. Вивільнення АТФ і аутокринний зворотний зв'язок через рецептори P2RY2 і A3 забезпечують ампліфікацію сигналу.  На передачу сигналів аденозину також впливають фактори, що викликають гіпоксію.

### Нервова система

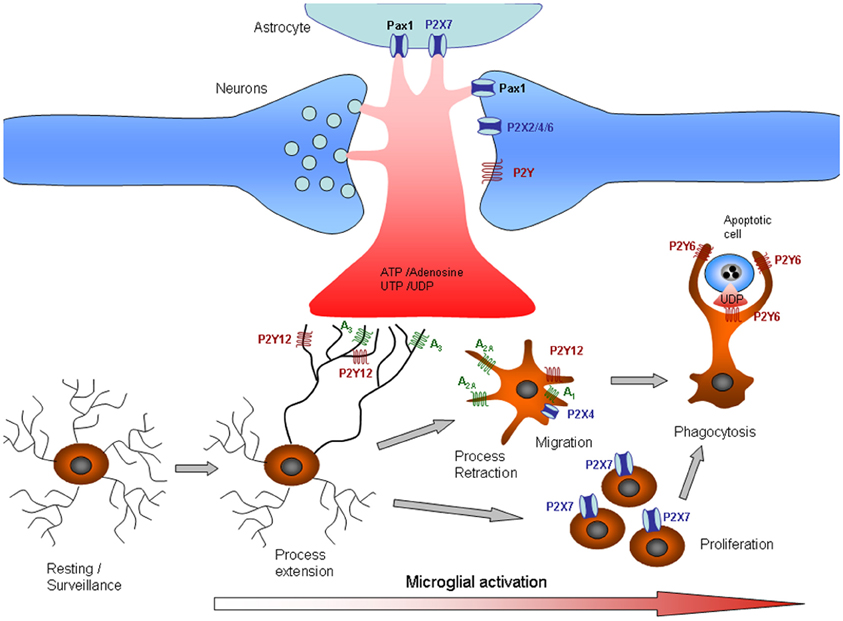
Активація мікроглії в ЦНС через пуринергічну передачу сигналів

У центральній нервовій системі (ЦНС) АТФ вивільняється із синаптичних закінчень і зв’язується з великою кількістю іонотропних і метаботропних рецепторів. Він діє як медіатор у нейронально-гліальних комунікаціях та має збудливу дію на нейрони.  І аденозин, і АТФ індукують проліферацію клітин астроцитів. У мікроглії експресуються пуринові рецептори P2X і P2Y. Рецептор P2Y6, який головним чином активується уридиндифосфатом (UDP), відіграє значну роль у мікрогліальному фагоптозі, тоді як рецептор P2Y12 функціонує як спеціалізований рецептор розпізнавання патерну . Рецептори P2RX4 опосередковують нейропатичний біль у ЦНС.  Кальцієва сигналізація, викликана пуринергічними рецепторами, сприяє обробці сенсорної інформації. 
У периферичній нервовій системі клітини Шванна відповідають на нервову стимуляцію та модулюють вивільнення нейромедіаторів за допомогою механізмів, що включають передачу сигналів АТФ і аденозину.  У сітківці та нюховій цибулині АТФ вивільняється нейронами, щоб викликати транзієнтні кальцієві сигнали в кількох гліальних клітинах, таких як клітини глії Мюллера та астроцити. Це впливає на гомеостатичні процеси нервової тканини, включаючи регуляцію об’єму та контроль кровотоку. 
Хоча пуринергічну передачу сигналів пов'язували з патологічними процесами в контексті зв'язку нейрон-глія, останнім часом було виявлено, що вона важлива також і за нормальних фізіологічних умов і полягає в наступному: нейрони мають спеціалізовані ділянки на своїх клітинних тілах, через які вони вивільняють АТФ (та інші речовини), що виконують тут функцію сигналів «благополуччя». Мікрогліальні відростки, в свою чергу, розпізнають ці пуринергічні соматичні з’єднання та моніторять стан нейронів, сприймаючи пуринові нуклеотиди через P2Y12-рецептори. У разі гіперактивації або пошкодження нейронів, мікроглія це розпізнає, охоплює своїми відростками тіла нейронів і виявляє сильну нейропротекторну дію.
Під час нейрогенезу та на ранніх етапах розвитку мозку ектонуклеотидази часто інгібують пуринергічну сигналізацію, щоб запобігти неконтрольованому росту клітин-попередників і створити відповідне умови для диференціації нейронів. 

### Видільна система
У нирках швидкість клубочкової фільтрації (ШКФ) регулюється декількома механізмами, включаючи тубулогломерулярний зворотний зв’язок (TGF - tubuloglomerular feedback), за якого підвищена концентрація натрій хлориду в дистальних канальцях викликає базолатеральне вивільнення АТФ з клітин щільної плями (macula densa). Це ініціює каскад подій, які зрештою приводять ШКФ до належного рівня.  

### Дихальна система
АТФ і аденозин є ключовими регуляторами мукоциліарного кліренсу.  Секреція муцину передбачає залучення рецепторів P2RY2, які знаходяться на апікальній мембрані келихоподібних клітин.  Позаклітинні сигнали АТФ, що діють на гліальні клітини і нейрони генератора дихального ритму, сприяють регуляції дихання. 

### Опорно-рухова система
У скелеті людини майже всі рецептори P2Y і P2X були виявлені в остеобластах і остеокластах . Ці рецептори дозволяють регулювати процеси клітинної проліферації, диференціювання, функціонування та смерті.  Так, активація рецептора аденозину A1 необхідна для диференціювання та функціонування остеокластів, тоді як активація рецептора аденозину A2A пригнічує функцію остеокластів. Інші три рецептори аденозину беруть участь у формуванні кісток. 

## Участь у патологіях

### Хвороба Альцгеймера
При хворобі Альцгеймера у фронтальній корі головного мозку людини підвищується експресія таких підтипів аденозинових P1 рецепторів, як A1 і A2A, тоді як експресія рецепторів підтипу A1 у зовнішніх шарах зубчастої звивини гіпокампа знижується. 

### Астма
Аденозинові рецептори впливають на бронхіальну реактивність, ендотеліальну проникність, фіброз, ангіогенез і вироблення слизу. У дихальних шляхах хворих на астму спостерігається їх посилена експресія. 

### Хвороби кісток
Пуринергічна передача сигналів бере участь у патофізіології кількох захворювань кісток і хрящів, таких як остеоартрит, ревматоїдний артрит і остеопороз. Однонуклеотидні поліморфізми (SNP) у гені рецептора P2RX7 пов’язані з підвищеним ризиком переломів кісток . 

### Рак
Рецептор P2RX7 надмірно експресується в більшості злоякісних пухлин.  Експресія рецептора аденозину A2A на ендотеліальних клітинах посилюється на ранніх стадіях раку легенів людини. 

### Серцево-судинні захворювання
Утворення пінистих клітин гальмується рецепторами аденозину А2А. 

### Хронічне обструктивне захворювання легень
Аномальні рівні АТФ і аденозину присутні в дихальних шляхах пацієнтів з хронічним обструктивним захворюванням легень .  

### Еректильні розлади
Вивільнення АТФ підвищує рівень аденозину та активує синтазу оксиду азоту. Дані речовини викликають розслаблення кавернозного тіла статевого члена. У пацієнтів чоловічої статі з васкулогенною імпотенцією дисфункція рецепторів аденозину A2B пов’язана з резистентністю кавернозного тіла до аденозину. З іншого боку, надлишок аденозину в тканині пеніса сприяє пріапізму.  

### Фіброз
Рідина бронхоальвеолярного лаважу (БАЛ) пацієнтів з ідіопатичним легеневим фіброзом містить вищу концентрацію АТФ, ніж у контрольних суб’єктів.  Постійно підвищені концентрації аденозину після фази гострого пошкодження призводять до фіброзного ремоделювання.  Позаклітинні нуклеотиди шляхом зв'язування з рецепторами P1 та Р2 активують сигнальні мережі, які регулюють проліферацію та активність фібробластів, які, в свою чергу, впливаючи на патологічне ремоделювання та структуру тканини. 

### Реакція «трансплантат проти господаря»
Після пошкодження тканин у пацієнтів із реакцією трансплантат проти хазяїна (Graft-versus-host disease - GVHD) АТФ вивільняється в перитонеальну рідину. Він зв’язується з рецепторами P2RX7 антигенпрезентувальних клітин господаря (АПК) і активує інфламосоми. Як наслідок, експресія костимулюючих молекул за допомогою АПК посилюється. Інгібування рецептора P2X7 збільшує кількість регуляторних Т-клітин і знижує частоту гострої GVHD. 